# نبخ بلطة
نبخ بَلَطَة أو بلاتا (الاسم العلمي: Mimusops balata)، نوع نبات مُزهر من فصيلة السبوتية. موطنها في موريشيوس ولا ريونيون.